# André Greipel
André Greipel (Rostock, 16 luglio 1982) è un dirigente sportivo ed ex ciclista su strada tedesco.
Velocista, professionista dal 2005 al 2021, in carriera ha vinto sette tappe al Giro d'Italia, undici al Tour de France e quattro alla Vuelta a España, oltre a una classifica a punti nella gara spagnola. Soprannominato "il Gorilla", dal 2023 è commissario tecnico della Nazionale tedesca su strada.

## Carriera

### Gli esordi e il debutto nel professionismo
Nella categoria Juniores Greipel si mette in evidenza vincendo per due volte il campionato tedesco in linea di categoria e venendo selezionato per la prova in linea di categoria dei campionati del mondo 2000 a Plouay. Tra gli Under-23, ottenne i principali risultati al terzo e quarto anno: nel 2003 vinse il Grand Prix Stad Waregem in Belgio e due tappe in importanti gare di categoria, il Giro della Turingia e il Tour de Berlin, mentre nel 2004 si impose in frazioni al Tour du Loir-et-Cher, al Giro di Turingia e al Grand Prix Tell.
Passò professionista nel 2005 con la Wiesenhof, squadra tedesca con licenza UCI Professional Continental, cogliendo la prima vittoria tra i professionisti l'8 agosto di quell'anno nell'ultima tappa del Giro di Danimarca.

### 2006-2010: l'affermazione con T-Mobile/HTC
Nel 2006 Greipel si trasferì alla T-Mobile (divenuta poi, per ragioni di sponsor, High Road, Columbia e HTC), formazione ProTour diretta da Olaf Ludwig; durante la stagione vinse due tappe del Giro della Renania-Palatinato e fece il suo esordio in un Grande Giro, la Vuelta a España, collezionando un secondo posto nella sesta tappa dietro a Thor Hushovd per poi ritirarsi nella nona tappa.
Nel gennaio 2008 si impose all'attenzione del grande pubblico vincendo la Down Under Classic e dominando il Tour Down Under, con quattro vittorie di tappa e il successo nella classifica generale; grazie a tali prestazioni divenne il primo leader dell'UCI ProTour 2008. Greipel rimase poi a secco di vittorie fino a maggio, quando venne inviato al Giro d'Italia in appoggio all'altro velocista della squadra, l'inglese Mark Cavendish. All'arrivo della diciassettesima tappa a Locarno Cavendish, già vincitore di due tappe, lasciò la vittoria a Greipel accontentandosi della seconda posizione. Nel prosieguo della stagione il tedesco ottenne altre vittorie di tappa in corse come il Giro d'Austria, l'Eneco Tour e il Giro di Germania.
Nel 2009 Greipel tornò al Tour Down Under da favorito, ma dopo aver vinto la prima tappa cadde nella terza riportando una frattura alla spalla che lo costrinse ad uno stop di tre mesi. Una volta tornato alle corse, ottenne varie vittorie. I risultati di maggior prestigio arrivarono alla Vuelta a España, della quale vinse quattro tappe ed indossò la maglia oro per due giorni, ottenendo in tal modo, per la prima volta, il simbolo del primato in un Grande Giro. Concluse la corsa in maglia verde, come leader della classifica a punti.
All'inizio della stagione 2010 vinse per la seconda volta il Tour Down Under, del quale si aggiudicò anche la classifica a punti e tre tappe. Nel corso dell'anno Greipel entrò in conflitto con Cavendish, la cui presenza in squadra gli impediva di partecipare alle gare più importanti, generando tensione all'interno della HTC. Dopo aver vinto cinque tappe del Giro di Turchia, partecipò al Giro d'Italia come leader della squadra vincendo la diciottesima tappa con arrivo a Brescia. Tra agosto e settembre fu protagonista con sette vittorie di tappa tra Giro di Polonia, Eneco Tour (entrambe gare del calendario mondiale) e Tour of Britain.

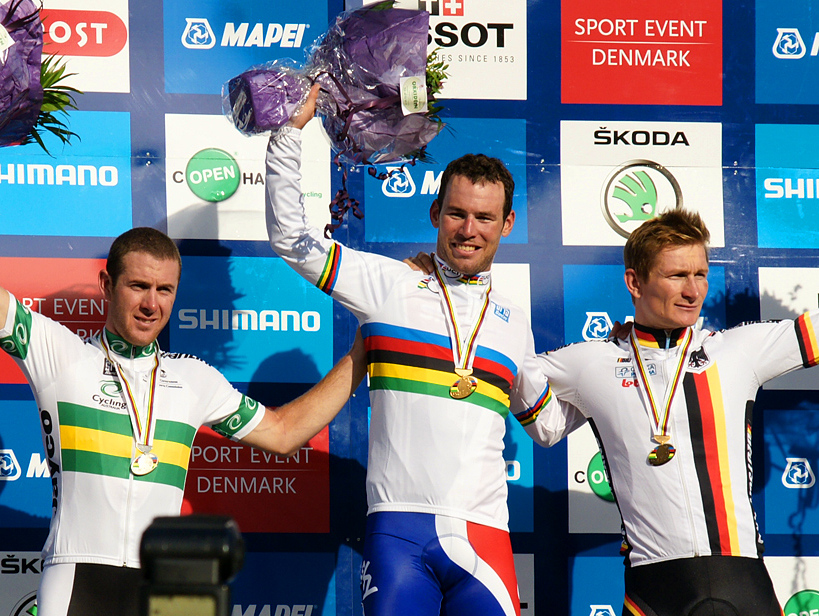
Il podio del mondiali 2011: Greipel è sulla destra, medaglia di bronzo

### 2011-2018: la conferma in maglia Omega Pharma/Lotto
Per la stagione 2011 lasciò la HTC e si trasferì assieme ad alcuni compagni alla formazione belga Omega Pharma-Lotto. Alla Tirreno-Adriatico di inizio stagione fu vittima di una caduta mentre effettuava il riscaldamento poco prima della partenza della cronosquadre inaugurale. Prese ugualmente parte alla gara, ma dovette ritirarsi dopo la cronometro. Saltò il Giro d'Italia, mentre partecipò per la prima volta in carriera al Tour de France, vincendo la decima tappa in volata proprio davanti a Cavendish. Nel finale di stagione, dopo due successi di tappa all'Eneco Tour e alcuni piazzamenti in classiche belghe, colse il terzo posto nella volata della prova in linea dei campionati del mondo di Copenaghen vinta da Cavendish, venendo premiato con la medaglia di bronzo.
Tra il 2012 e il 2015 ottiene altri numerosi successi in volata: nove vittorie di tappa al Tour de France (tre nel 2012, una nel 2013 e nel 2014 e ben quattro nel 2015), una al Giro d'Italia 2015, una alla Parigi-Nizza, otto complessive al Tour Down Under, una all'Eneco Tour e sei al Giro del Belgio; conquista anche due titoli nazionali in linea (2013, 2014), una Classica di Amburgo (2015) e due Brussels Cycling Classic (2013, 2014), affermandosi, con 61 vittorie in quattro anni, come uno dei più forti velocisti internazionali.
Nel 2016 corre il Giro d'Italia imponendosi in tre tappe, la quinta, la settima e la dodicesima. Proprio al termine di quest'ultima frazione, con arrivo a Bibione, nonostante indossasse la maglia rossa di leader della classifica a punti, lascia la "Corsa rosa" per riposarsi in vista del successivo Tour de France, nel quale vince l'ultima tappa a Parigi. A fine stagione si presenta tra i favoriti ai Campionati del mondo di Doha, ma non riesce a entrare nell'azione decisiva orchestrata dalla nazionale belga e taglia il traguardo in 42ª posizione.
Nel 2017 disputa la miglior classica "monumento" della carriera, si piazza infatti settimo alla Parigi-Roubaix a 12" dal vincitore Greg Van Avermaet. Al Giro d'Italia vince la seconda tappa in volata davanti a Roberto Ferrari e Jasper Stuyven, e grazie agli abbuoni conquista anche la "maglia rosa". Perde il primato già giorno successivo poiché, a causa di un contatto con un altro corridore nel finale verso Cagliari, non riesce a resistere all'attacco dei Quick-Step Floors che porta Fernando Gaviria a conquistare tappa e primato.

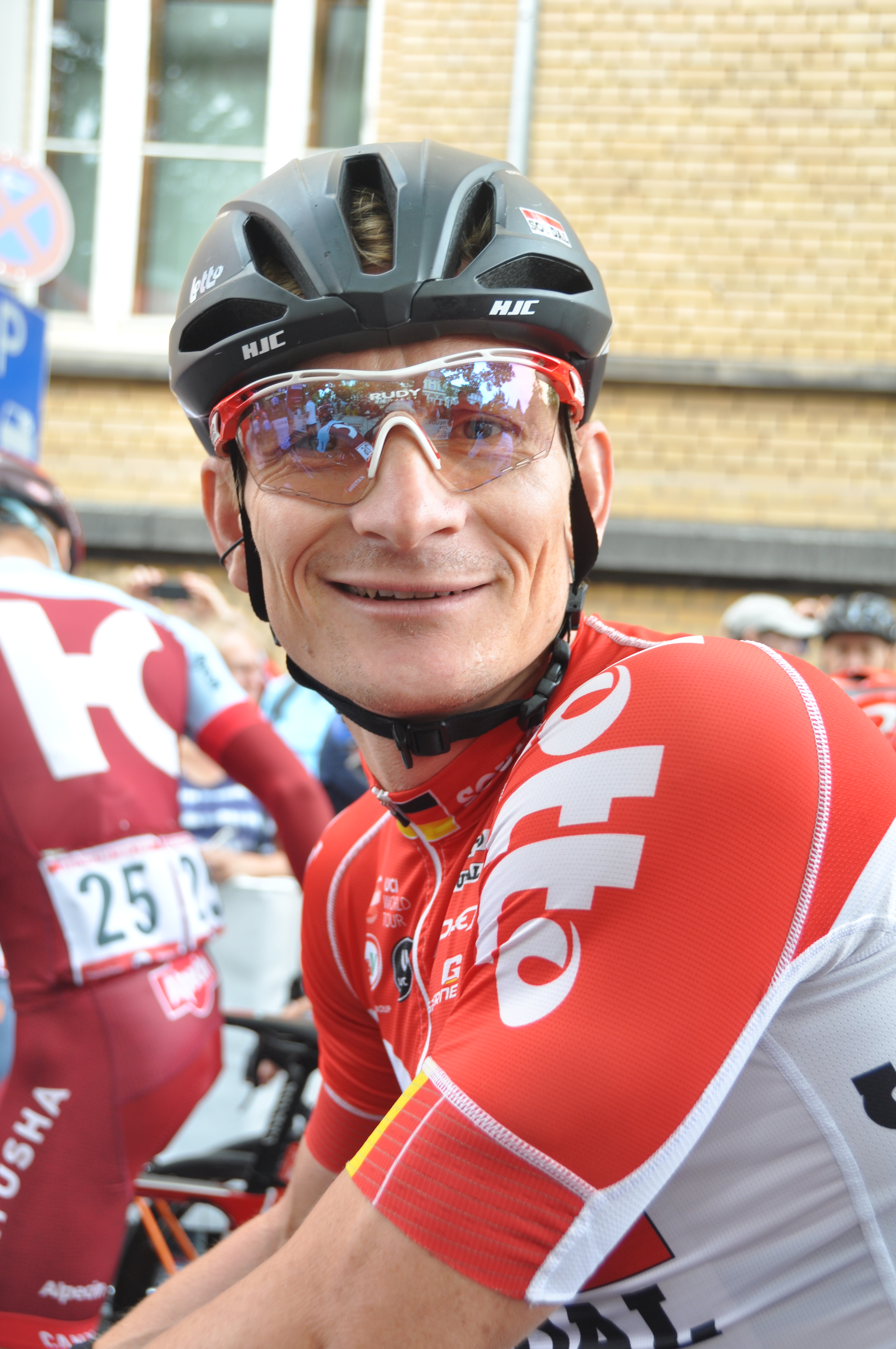
Greipel in maglia Lotto al Giro di Germania 2018

Inizia bene il 2018 imponendosi in due tappe del Tour Down Under. Dopo aver vinto due tappe alla Quattro Giorni di Dunkerque e altrettante al Giro del Belgio prende il via del Tour de France, suo grande obiettivo stagionale. Tuttavia i risultati non sono all'altezza delle aspettative: ottiene come miglior piazzamento un terzo posto prima di ritirarsi nel corso della dodicesima frazione. Ad agosto viene annunciato il suo passaggio alla Team Fortuneo-Samsic (poi Arkéa-Samsic) a partire dalla stagione 2019.

### 2019-2021: le sfide in maglia Arkéa e Israel, il ritiro
La nuova avventura con la squadra francese Arkéa-Samsic inizia nel gennaio 2019 alla Tropicale Amissa Bongo: dopo un secondo e un terzo posto nelle prime due tappe, coglie la prima vittoria stagionale nella sesta frazione, sul traguardo di Oyem; con questa vittoria è il primo corridore della storia ad affermarsi in tutti i continenti. Dopo un secondo posto nell'ultima tappa, chiuderà la corsa gabonese in terza posizione. Nel prosieguo di stagione ottiene soltanto piazzamenti top 10 al Trofeo Palma, alla Kuurne-Bruxelles-Kuurne, nella prima frazione del Giro di Catalogna e nell'ultima al Tour de France sugli Champs-Élysées, piazzandosi inoltre secondo al GP Stad Zottegem.
A fine 2019 lascia l'Arkéa per accasarsi all'Israel Start-Up Nation. La prima annata con la nuova maglia vede Greipel non andare oltre un quinto posto di tappa al Tour Down Under e, dopo la lunga interruzione alle gare per la pandemia di COVID-19, un sesto posto parziale al Tour de France. Nel 2021 torna finalmente al successo nel mese di maggio, con le vittorie al Trofeo Alcudia-Port d'Alcudia e nella quarta tappa della Vuelta a Andalucía. Nella primavera 2021 ottiene anche tre podi di tappa al Giro di Turchia, mentre tra luglio e settembre coglie quattro top 10 al Tour de France, un terzo posto al Giro di Germania e un secondo al Tour of Britain. Il 3 ottobre 2021, al termine del Münsterland Giro, dà il suo addio alle corse.

## Palmarès
- 2001 (Ullrich Nachwuchsteam)

Campionati tedeschi, prova in linea Under-23
- 2002 (Thüringer Energie Team)

Rund um den Schäferberg
- 2003 (Thüringer Energie Team, tre vittorie)

Grand Prix Stad Waregem
2ª tappa Giro della Turingia (Bad Salzungen > Behringen)
1ª tappa Tour de Berlin (Hellersdorf > Hellersdorf)
- 2004 (Thüringer Energie Team, quattro vittorie)

3ª tappa Tour du Loir-et-Cher (Mer > Romorantin)
1ª tappa Giro della Turingia (Arnstadt > Mulhausen)
Prologo Grand Prix Tell (Lucerna > Lucerna, cronometro)
4ª tappa, 2ª semitappa Grand Prix Tell (Olten > Olten)
- 2005 (Team Wiesenhof, una vittoria)

6ª tappa Giro di Danimarca (Slagelse > Frederiksberg)
- 2006 (T-Mobile Team, quattro vittorie)

1ª tappa Giro della Renania-Palatinato (Kaiserslautern > Worms)
4ª tappa Giro della Renania-Palatinato (Bitburg > Coblenza)
1ª tappa Cologne Classic
2ª tappa Cologne Classic
- 2007 (T-Mobile Team, due vittorie)

1ª tappa Giro di Sassonia (Dresda > Delitzsch)
2ª tappa Giro di Sassonia (Markkleeberg > Auerbach)
- 2008 (Team High Road e Team Columbia, quattordici vittorie)

2ª tappa Tour Down Under (Stirling > Hahndorf)
4ª tappa Tour Down Under (Mannum > Strathalbyn)
5ª tappa Tour Down Under (Willunga > Willunga)
6ª tappa Tour Down Under (Adelaide > Adelaide)
Classifica generale Tour Down Under
17ª tappa Giro d'Italia (Sondrio > Locarno)
4ª tappa Giro d'Austria (Lienz > Wolfsberg)
1ª tappa Giro di Sassonia (Dresda > Niesky)
3ª tappa Giro di Sassonia (Eilenburg > Freital)
2ª tappa Eneco Tour (Roermond > Nieuwegein)
4ª tappa Giro di Germania (Wiesloch > Magonza)
Rund um die Nürnberger Altstadt
Kampioenschap van Vlaanderen
Münsterland Giro
- 2009 (Team Columbia, venti vittorie)

1ª tappa Tour Down Under (Norwood > Mawson Lakes)
6ª tappa Quattro Giorni di Dunkerque (Lesquin > Dunkerque)
1ª tappa Giro di Baviera (Kelheim > Mohlsdorf)
3ª tappa Giro di Baviera (Bad Aibling > Schrobenhausen)
5ª tappa Giro di Baviera (Friedberg > Gunzenhausen)
Neuseen Classics
1ª tappa Ster Elektrotoer (Eindhoven > Sittard-Geleen)
2ª tappa Ster Elektrotoer (Nuth > Nuth)
4ª tappa Ster Elektrotoer (Beek > Helmond)
Philadelphia International Championship
1ª tappa Giro d'Austria (Dornbirn > Messepark Dornbirn)
6ª tappa Giro d'Austria (Sankt Pölten > Horn)
8ª tappa Giro d'Austria (Podersdorf am See > Vienna)
1ª tappa Giro di Sassonia (Dresda > Markkleeberg)
7ª tappa Giro di Polonia (Rabka-Zdrój > Cracovia)
4ª tappa Vuelta a España (Venlo > Liegi)
5ª tappa Vuelta a España (Tarragona > Vinaròs)
16ª tappa Vuelta a España (Cordova > Puertollano)
21ª tappa Vuelta a España (Rivas-Vaciamadrid > Madrid)
Parigi-Bourges
- 2010 (Team HTC-Columbia, ventuno vittorie)

1ª tappa Tour Down Under (Clare > Tanunda)
2ª tappa Tour Down Under (Gawler > Hahndorf)
4ª tappa Tour Down Under (Norwood > Goolwa)
Classifica generale Tour Down Under
Trofeo Magaluf-Palmanova
2ª tappa Volta ao Algarve (Sagres > Lagos)
1ª tappa Giro di Turchia (Istanbul, cronometro)
2ª tappa Giro di Turchia (Kuşadası > Turgutreis)
5ª tappa Giro di Turchia (Denizli > Fethiye)
6ª tappa Giro di Turchia (Fethiye > Finike)
8ª tappa Giro di Turchia (Adalia > Alanya)
18ª tappa Giro d'Italia (Levico Terme > Brescia)
1ª tappa Giro d'Austria (Dornbirn > Bludenz)
6ª tappa Giro d'Austria (Deutschlandsberg > Laxenburg)
2ª tappa Giro di Polonia (Rawa Mazowiecka > Dąbrowa Górnicza)
7ª tappa Giro di Polonia (Nowy Targ > Cracovia)
2ª tappa Eneco Tour (Sint Willebrord > Ardooie)
6ª tappa Eneco Tour (Bilzen > Heers)
1ª tappa Tour of Britain (Rochdale > Blackpool)
6ª tappa Tour of Britain (King's Lynn > Great Yarmouth)
8ª tappa Tour of Britain (Londra > Londra)
- 2011 (Omega Pharma-Lotto, otto vittorie)

4ª tappa Volta ao Algarve (Albufeira > Tavira)
1ª tappa Driedaagse De Panne - Koksijde (Middelkerke > Zottegem)
6ª tappa Giro di Turchia (Fethiye > Finike)
1ª tappa Giro del Belgio (Lochristi > Knokke-Heist)
5ª tappa Giro del Belgio (Oreye > Putte)
10ª tappa Tour de France (Aurillac > Carmaux)
1ª tappa Eneco Tour (Oosterhout > Sint Willebrord)
2ª tappa Eneco Tour (Aalter > Ardooie)
- 2012 (Lotto-Belisol, diciannove vittorie)

1ª tappa Tour Down Under (Prospect > Clare)
3ª tappa Tour Down Under (Unley > Victor Harbor)
6ª tappa Tour Down Under (Adelaide)
1ª tappa Tour of Oman (Al Alam Royal Palace > Wadi Al Hoqay)
4ª tappa Tour of Oman (Bidbid > Al Wadi Al Kabir)
2ª tappa Giro di Turchia (Alanya > Alanya)
1ª tappa Giro del Belgio (Mechelen > Buggenhout)
2ª tappa Giro del Belgio (Lochristi > Knokke-Heist)
3ª tappa Giro del Belgio (Knokke-Heist > Beveren)
1ª tappa Giro del Lussemburgo (Lussemburgo > Hesperange)
2ª tappa Giro del Lussemburgo (Schifflange > Leudelange)
ProRace Berlin
2ª tappa Ster ZLM Toer (Nuth)
4ª tappa Tour de France (Abbeville > Rouen)
5ª tappa Tour de France (Rouen > San Quintino)
13ª tappa Tour de France (Saint-Paul-Trois-Châteaux > Le Cap d'Agde)
1ª tappa Giro di Danimarca (Randers)
2ª tappa Giro di Danimarca (Løgstør > Aarhus)
Grote Prijs Impanis - Van Petegem
- 2013 (Lotto-Belisol, tredici vittorie)

1ª tappa Tour Down Under (Prospect > Lobethal)
4ª tappa Tour Down Under (Modbury > Tanunda)
6ª tappa Tour Down Under (Adelaide)
1ª tappa Giro del Mediterraneo (Limoux > Gruissan)
4ª tappa Giro di Turchia (Göcek > Marmaris)
5ª tappa Giro di Turchia (Marmaris > Bodrum)
1ª tappa Giro del Belgio (Lochristi > Knokke-Heist)
2ª tappa Giro del Belgio (Knokke-Heist > Ninove)
Ronde van Zeeland Seaports
Campionati tedeschi, Prova in linea
6ª tappa Tour de France (Aix-en-Provence > Montpellier)
4ª tappa Eneco Tour (Essen > Vlijmen)
Brussels Cycling Classic
- 2014 (Lotto-Belisol, sedici vittorie)

4ª tappa Tour Down Under (Unley > Victor Harbor)
6ª tappa Tour Down Under (Adelaide)
5ª tappa Tour of Qatar (Al Zubara Fort > Madinat Al Shamal)
1ª tappa Tour of Oman (As Suwayq Castle > Naseem Garden)
3ª tappa Tour of Oman (Bank Muscat > Al Bustan)
6ª tappa Tour of Oman (As Sifah > Matrah Corniche)
1ª tappa World Ports Classic (Rotterdam > Anversa)
4ª tappa Giro del Belgio (Lacs de l'Eau d'Heure > Lacs de l'Eau d'Heure)
1ª tappa Giro del Lussemburgo (Lussemburgo > Hesperange)
4ª tappa Giro del Lussemburgo (Mersch > Lussemburgo)
5ª tappa Ster ZLM Toer (Gerwen > Boxtel)
Campionati tedeschi, Prova in linea
6ª tappa Tour de France (Arras > Reims)
Brussels Cycling Classic
Grote Prijs Jef Scherens
Münsterland Giro
- 2015 (Lotto-Soudal, sedici vittorie)

5ª tappa Volta ao Algarve (Almodôvar > Vilamoura)
2ª tappa Parigi-Nizza (Zooparc de Beauval > Saint-Amand-Montrond)
4ª tappa Giro di Turchia (Fethiye > Marmaris)
6ª tappa Giro d'Italia (Montecatini Terme > Castiglione della Pescaia)
1ª tappa Giro del Lussemburgo (Lussemburgo > Clemency)
3ª tappa Giro del Lussemburgo (Eschweiler > Diekirch)
1ª tappa Ster ZLM Toer ('s-Hertogenbosch > Rosmalen)
2ª tappa Ster ZLM Toer (Buchten > Buchten)
Classifica generale Ster ZLM Toer
2ª tappa Tour de France (Utrecht > Zelanda)
5ª tappa Tour de France (Arras > Amiens)
15ª tappa Tour de France (Mende > Valence)
21ª tappa Tour de France (Sèvres > Parigi (Champs-Élysées))
2ª tappa Eneco Tour (Breda > Breda)
Classica di Amburgo
7ª tappa Tour of Britain (Fakenham > Ipswich)
- 2016 (Lotto-Soudal, dieci vittorie)

Trofeo Santanyí-Ses Salines-Campos
Trofeo Playa de Palma
3ª tappa Giro di Turchia (Aksaray > Konya)
5ª tappa Giro d'Italia (Praia a Mare > Benevento)
7ª tappa Giro d'Italia (Sulmona > Foligno)
12ª tappa Giro d'Italia (Noale > Bibione)
Campionati tedeschi, prova in linea
1ª tappa Giro del Lussemburgo (Lussemburgo > Hesperange)
21ª tappa Tour de France (Chantilly > Parigi (Champs-Élysées))
1ª tappa Tour of Britain (Glasgow > Castle Douglas)
- 2017 (Lotto-Soudal, cinque vittorie)

Trofeo Santanyí-Ses Salines-Campos
4ª tappa Volta ao Algarve (Almodôvar > Tavira)
5ª tappa Parigi-Nizza (Quincié-en-Beaujolais > Bourg-de-Péage)
2ª tappa Giro d'Italia (Olbia > Tortolì)
Omloop Eurometropool
- 2018 (Lotto-Soudal, otto vittorie)

1ª tappa Tour Down Under (Port Adelaide > Lyndoch)
6ª tappa Tour Down Under (Adelaide > Adelaide)
2ª tappa Quattro Giorni di Dunkerque (Le Quesnoy > Soissons)
5ª tappa Quattro Giorni di Dunkerque (Wormhout > Cassel)
1ª tappa Giro del Belgio (Buggenhout > Buggenhout)
2ª tappa Giro del Belgio (Lochristi > Knokke-Heist)
1ª tappa Tour of Britain (Pembrey Country Park > Newport)
4ª tappa Tour of Britain (Nuneaton > Royal Leamington Spa)
- 2019 (Team Arkéa-Samsic, una vittoria)

6ª tappa La Tropicale Amissa Bongo (Bitam > Oyem)
- 2021 (Israel Start-Up Nation, due vittorie)

Trofeo Alcudia-Port d'Alcudia
4ª tappa Vuelta a Andalucía (Baza > Cúllar Vega)

### Altri successi
- 2002 (Team TAG Köstritzer under-23)

Classifica sprint Giro della Turingia
Classifica sprint Grand Prix Tell
- 2003 (Thüringer Energie under-23)

Classifica sprint Giro della Turingia
Classifica scalatori Tour de Berlin
- 2005 (Team Wiesenhof)

Gladbeck (Criterium)
Stadtlohn (Criterium)
Classifica sprint Giro della Renania-Palatinato
- 2008 (Team High Road e Team Columbia)

Down Under Classic (Criterium)
Classifica a punti Tour Down Under
- 2009 (Team Columbia)

Classifica a punti Quattro Giorni di Dunkerque
Classifica a punti Giro di Baviera
Classifica a punti Ster Elektrotoer
Classifica a punti Giro d'Austria
Classifica a punti Vuelta a España
- 2010 (Team HTC-Columbia)

Classifica sprint Tour Down Under
Classifica sprint Volta ao Algarve
Classifica sprint Giro di Turchia
Classifica sprint Ster Elektrotoer
Classifica sprint Giro d'Austria
- 2011 (Omega Pharma-Lotto)

Classifica a punti Giro del Belgio
Tour de Neuss (Criterium)
Nacht von Hannover (Criterium)
- 2012 (Lotto-Belisol)

Down Under Classic (Criterium)
Profronde van Stiphout (Criterium)
Classifica a punti Giro del Belgio
Classifica a punti Giro del Lussemburgo
- 2013 (Lotto-Belisol)

People's Choice Classic (Criterium)
Classifica a punti Giro di Turchia
Classifica a punti Giro del Belgio
Classifica a punti Ster ZLM Toer
- 2014 (Lotto-Belisol)

Classifica a punti Tour of Oman
- 2015 (Lotto-Soudal)

Classifica a punti Giro del Lussemburgo
Classifica a punti Ster ZLM Toer
Classifica a punti Eneco Tour
- 2017 (Lotto-Soudal)

Classifica a punti Volta ao Algarve
- 2018 (Lotto-Soudal)

Classifica a punti Giro del Belgio

## Piazzamenti

### Grandi Giri
- Giro d'Italia

2008: 133º
2010: non partito (19ª tappa)
2015: non partito (14ª tappa)
2016: non partito (13ª tappa)
2017: non partito (14ª tappa)
- Tour de France

2011: 156º
2012: 123º
2013: 129º
2014: 149º
2015: 134º
2016: 133º
2017: 149º
2018: ritirato (12ª tappa)
2019: 144º
2020: ritirato (18ª tappa)
2021: 125º
- Vuelta a España

2006: ritirato (9ª tappa)
2007: 125º
2009: 107º

### Classiche monumento
- Milano-Sanremo

2011: 33º
2012: 52º
2013: 58º
2014: 24º
2015: 47º
2018: ritirato
- Giro delle Fiandre

2005: ritirato
2006: ritirato
2008: ritirato
2011: 76º
2013: 51º
2015: 15º
2016: 28º
2017: 20º
- Parigi-Roubaix

2006: ritirato
2011: 21º
2012: 77º
2013: 68º
2015: 28º
2016: 35º
2017: 7º
2019: ritirato

### Competizioni mondiali
- Campionati del mondo su strada

Plouay 2000 - In linea Junior: 53º
Varese 2008 - In linea Elite: ritirato
Mendrisio 2009 - In linea Elite: ritirato
Melbourne 2010 - In linea Elite: 43º
Copenaghen 2011 - In linea Elite: 3º
Toscana 2013 - Cronosquadre: 13º
Ponferrada 2014 - In linea Elite: ritirato
Richmond 2015 - In linea Elite: 105º
Doha 2016 - In linea Elite: 42º
- Campionati del mondo di ciclocross

Pontchâteau 2004 - Under-23: 34º
- Giochi olimpici

Londra 2012 - In linea: 27º

### Competizioni europee
- Campionati europei

Otepää 2004 - In linea Under-23: 9°

## Riconoscimenti
- Ciclista tedesco dell'anno nel 2010[32]